# Гиген
Гигѐн е село в Северна България, в общ. Гулянци, Плевенска област.

## География
Гиген е едно от големите села в средната част на Дунавската равнина. Намира се недалеч от устието на р. Искър. В миналото местността е била блатиста, но след издигането на дига на р. Дунав и пресушаването на блатата се откриват големи площи от обработваема земя. Почвата в района на селото е черноземна и много плодородна.
В съседство на Гиген се намират селата Байкал (на 5 км), Крушовене (11 км), Искър (бивша Гигенска махала, 4 км), Брест (10 км) и Загражден (11 км), а общинският център Гулянци е на 19 km.
Най-близкият голям град е областният център Плевен (на 41 км). На отсрещния бряг на Дунав се намира румънският град Корабия.

## История
През 1933 селото получава одобрение за финасиране от държавния фонд Кооперативни строежи на народни училища.

## Религии
Населението изповядва предимно източноправославното християнство.

## Културни и природни забележителности
В непосредствена близост до Гиген се намират останките на древноримския град Улпия Ескус, основан през 106 г. от император Траян. Според историци през 328 г., по времето на император Константин Велики, е построен Константиновият мост над Дунав, който е свързвал тогавашните градове Улпия Ескус и Сукидава (до днешното с. Челей в Румъния). Храм на богинята Фортуна от времето на Комод е проучен и реставриран, като виртуалното му копие става достъпно в НИМ – София през 2022 г.

## Редовни събития
- Съборът на селото се провежда на 15 септември.
- На Ивановден по стар стил - 20 януари, се провежда ежегоден празник с кукери и „мечкари“.

## Личности

### Родени в Гиген
- Ирина Флорин – поп певица и моден дизайнер
- Пламен Дончев – актьор
- Борис Кодиков – местен жител и автор на „Исторически очерк за село Гиген“
- Люлин Занов – поет
- Станислав Атанасов - поет